# Polynôme d'Hermite
En mathématiques, les polynômes d'Hermite sont une suite de polynômes qui a été nommée ainsi en l'honneur de Charles Hermite  (bien qu'ils aient été définis, sous une autre forme, en premier par Pierre-Simon Laplace en 1810,, et  par Joseph-Louis Lagrange lors de ses travaux sur les probabilités, et apparaissent aussi en 1859 dans un article de Pafnouti Tchebychev,  cinq ans avant Hermite). Ils sont parfois décrits comme des polynômes osculateurs.
Ces polynômes apparaissent dans de nombreux champs d'application :
- traitement du signal dans les ondelettes hermitiennes (en) en analyse par transformée en ondelettes ;
- probabilité, comme dans les séries d'Edgeworth, ou dans l'étude du mouvement brownien ;
- combinatoire, comme exemple de suite d'Appell, suivant le calcul ombral ;
- analyse numérique dans les méthodes de quadrature de Gauss ;
- physique, où ils apparaissent dans l'écriture des états propres de l'oscillateur harmonique quantique, ou dans certains cas de l'équation de la chaleur ;
- théorie des systèmes en connexion avec des opérations non-linéaires sur un bruit gaussien ;
- étude des matrices aléatoires dans des ensembles gaussiens.

## Définition
Les polynômes d'Hermite sont définis comme suit : 
{\displaystyle H_{n}(x)=(-1)^{n}\mathrm {e} ^{x^{2}/2}{\frac {\mathrm {d} ^{n}}{\mathrm {d} x^{n}}}\mathrm {e} ^{-x^{2}/2}} (forme dite probabiliste)
{\displaystyle {\widehat {H}}_{n}(x)=(-1)^{n}\mathrm {e} ^{x^{2}}{\frac {\mathrm {d} ^{n}}{\mathrm {d} x^{n}}}\mathrm {e} ^{-x^{2}}} (forme dite physique)
Les deux définitions sont liées par la propriété d'échelle suivante : {\displaystyle {\widehat {H}}_{n}(x)=2^{n/2}H_{n}\left(x\,{\sqrt {2}}\right)\,\!}.
Ils peuvent également s'écrire sous forme de développement polynomial :
{\displaystyle H_{n}(x)=\sum _{k=0}^{\lfloor n/2\rfloor }(-1)^{k}{\dfrac {n!}{2^{k}k!(n-2k)!}}x^{n-2k}}
{\displaystyle {\widehat {H}}_{n}(x)=\sum _{k=0}^{\lfloor n/2\rfloor }(-1)^{k}{\dfrac {n!}{k!(n-2k)!}}(2x)^{n-2k}}
où {\displaystyle \lfloor n/2\rfloor } désigne la partie entière de n/2.
Les premiers polynômes d'Hermite sont les suivants : 
{\displaystyle H_{0}=1~}
{\displaystyle H_{1}=X~}
{\displaystyle H_{2}=X^{2}-1~}
{\displaystyle H_{3}=X^{3}-3X~}
{\displaystyle H_{4}=X^{4}-6X^{2}+3~}
{\displaystyle H_{5}=X^{5}-10X^{3}+15X~}
{\displaystyle H_{6}=X^{6}-15X^{4}+45X^{2}-15~}
{\displaystyle {\widehat {H}}_{0}=1~}
{\displaystyle {\widehat {H}}_{1}=2X~}
{\displaystyle {\widehat {H}}_{2}=4X^{2}-2~}
{\displaystyle {\widehat {H}}_{3}=8X^{3}-12X~}
{\displaystyle {\widehat {H}}_{4}=16X^{4}-48X^{2}+12~}
{\displaystyle {\widehat {H}}_{5}=32X^{5}-160X^{3}+120X~}
{\displaystyle {\widehat {H}}_{6}=64X^{6}-480X^{4}+720X^{2}-120~}
On peut démontrer que dans Hp les coefficients d'ordre ayant la même parité que p – 1 sont nuls et que les coefficients d'ordre p et p – 2 valent respectivement 1 et –p(p – 1)⁄2.

## Propriétés

### Orthogonalité
Le polynôme Hp est de degré p. Ces polynômes sont orthogonaux pour la mesure μ de densité
{\displaystyle {\frac {\mathrm {d} \mu (x)}{\mathrm {d} x}}={\frac {{\rm {e}}^{-x^{2}/2}}{\sqrt {2\pi }}},}
c'est-à-dire qu'ils vérifient :
{\displaystyle \int _{-\infty }^{+\infty }H_{n}(x)H_{m}(x)\,{\rm {e}}^{-x^{2}/2}\,\mathrm {d} x=n!{\sqrt {2\pi }}~\delta _{n,m}}
où {\displaystyle \delta _{n,m}} est le symbole de Kronecker.
On a de même pour la forme physique :
{\displaystyle \int _{-\infty }^{+\infty }{\widehat {H}}_{n}(x){\widehat {H}}_{m}(x)\,{\rm {e}}^{-x^{2}}\,\mathrm {d} x=2^{n}n!{\sqrt {\pi }}~\delta _{n,m}.}
Ces fonctions forment donc une base orthogonale de l'espace de Hilbert {\displaystyle L^{2}(\mathbb {R} ,\mu )} des fonctions boréliennes telles que
{\displaystyle \int _{-\infty }^{+\infty }|f(x)|^{2}\,{\frac {{\rm {e}}^{-x^{2}/2}}{\sqrt {2\pi }}}\,\mathrm {d} x<+\infty }
dans lequel le produit scalaire est donné par l'intégrale
{\displaystyle \langle f,g\rangle =\int _{-\infty }^{+\infty }f(x){\overline {g(x)}}\,{\frac {{\rm {e}}^{-x^{2}/2}}{\sqrt {2\pi }}}\,\mathrm {d} x.\,}
Des propriétés analogues sont vérifiables pour les polynômes d'Hermite sous leur forme physique.

### Propriétés de récurrence
Le n-ième polynôme d'Hermite satisfait l'équation différentielle suivante (dans ses deux versions probabiliste ou physique) : 
{\displaystyle H_{n}''(x)-xH_{n}'(x)+nH_{n}(x)=0,\,}
{\displaystyle {\widehat {H}}_{n}''(x)-2x{\widehat {H}}_{n}'(x)+2n{\widehat {H}}_{n}(x)=0.\,}
Les polynômes d'Hermite vérifient également la relation de récurrence suivante :
{\displaystyle H_{n+1}(x)=xH_{n}(x)-nH_{n-1}(x),\,}
{\displaystyle {\widehat {H}}_{n+1}(x)=2x{\widehat {H}}_{n}(x)-2n{\widehat {H}}_{n-1}(x).\,}
En outre, ils satisfont la propriété :
{\displaystyle H_{n}'(x)=nH_{n-1}(x),\,}
{\displaystyle {\widehat {H}}_{n}'(x)=2n{\widehat {H}}_{n-1}(x).\,}
Un développement de Taylor à l'ordre {\displaystyle n} de {\displaystyle H_{n}} autour de {\displaystyle x} donne les formules suivantes :
{\displaystyle H_{n}(x+y)=\sum _{k=0}^{n}{n \choose k}x^{k}H_{n-k}(y)}
{\displaystyle {\widehat {H}}_{n}(x+y)=\sum _{k=0}^{n}{n \choose k}(2x)^{k}{\widehat {H}}_{n-k}(y)}

## Fonctions d'Hermite-Gauss
Les polynômes d'Hermite interviennent dans la définition des fonctions d'Hermite-Gauss, utiles en physique quantique ou en optique :
{\displaystyle \psi _{n}(x)=c_{n}{\widehat {H}}_{n}(x)\mathrm {e} ^{-x^{2}/2}}
et la formule d'orthogonalité des polynômes d'Hermite pour la mesure {\displaystyle \mu } (démontrée plus haut) assure que, en prenant {\displaystyle c_{n}=(2^{n}n!{\sqrt {\pi }})^{-1/2}}, les fonctions d'Hermite-Gauss forment bien une famille orthonormale dans {\displaystyle L^{2}(\mathbb {R} ,dx)} : 
{\displaystyle \int _{-\infty }^{+\infty }\psi _{n}(x)\psi _{m}(x)\,\mathrm {d} x=\delta _{nm}}
La famille des fonctions {\displaystyle \psi _{n}} est utilisée en physique quantique comme étant la famille des fonctions d'onde des états propres de l'oscillateur harmonique quantique.
Les fonctions d'Hermite vérifient l'équation différentielle {\displaystyle \psi _{n}''(x)+(2n+1-x^{2})\psi _{n}(x)=0}, et elles héritent des polynômes d'Hermite les propriétés de récurrence :
{\displaystyle \psi _{n}'(x)={\sqrt {n/2}}~\psi _{n-1}(x)-{\sqrt {(n+1)/2}}~\psi _{n+1}(x)}
{\displaystyle x\;\psi _{n}(x)={\sqrt {n/2}}~\psi _{n-1}(x)+{\sqrt {(n+1)/2}}~\psi _{n+1}(x)}.
Enfin, cette famille de fonctions présente un autre intérêt majeur dans le cadre de l'analyse de Fourier : en notant {\displaystyle {\mathcal {F}}} la transformation de Fourier (avec la convention {\displaystyle {\mathcal {F}}[g](\omega )=1/{\sqrt {2\pi }}\int \,g(t)\mathrm {e} ^{\mathrm {i} \omega t}\mathrm {d} t}), elle forme une base hilbertienne de {\displaystyle {\rm {L}}^{2}(\mathbb {R} )} formée de vecteurs propres de {\displaystyle {\mathcal {F}}} :
{\displaystyle {\mathcal {F}}[\psi _{n}]=\mathrm {i} ^{n}\,\psi _{n}}
On notera que cette formule n'est exacte qu'en prenant le polynôme d'Hermite sous sa forme physique, et avec la convention de transformation de Fourier explicitée ci-dessus. En utilisant une autre convention, les valeurs propres changent : par exemple avec {\displaystyle {\mathcal {F}}_{bis}[g](\omega )=\int \,g(t)\mathrm {e} ^{-\mathrm {i} \omega t}\mathrm {d} t} on obtiendra {\displaystyle {\mathcal {F}}_{\mathrm {bis} }[\psi _{n}]={\sqrt {2\pi }}(-\mathrm {i} )^{n}\,\psi _{n}}. La forme fréquentielle de la transformée de Fourier {\displaystyle {\mathcal {F}}_{\mathrm {freq} }[g](f)=\int \,g(t)\mathrm {e} ^{-2\mathrm {i} \pi ft}\mathrm {d} t} sera plus volontiers diagonalisable avec des fonctions légèrement modifiées, {\displaystyle \phi _{n}(x)=2^{1/4}({\sqrt {n!}})^{-1/2}\,{\rm {e}}^{-\pi x^{2}}H_{n}(2x{\sqrt {\pi }})=(2\pi )^{1/4}\psi ({\sqrt {2\pi }}x)}, pour lesquelles on aura {\displaystyle {\mathcal {F}}_{\mathrm {freq} }[\phi _{n}]=(-\mathrm {i} )^{n}\,\phi _{n}}.